# 花臉矮麗魚
花臉矮麗魚，為輻鰭魚綱鱸形目隆頭魚亞目慈鯛科的其中一種，分布於南美洲黑河流域，體長可達6.7公分，棲息在森林覆蓋的溪流，生活習性不明。

## 擴展閱讀
維基物種上的相關：花臉矮麗魚